# Christen Raunkiær

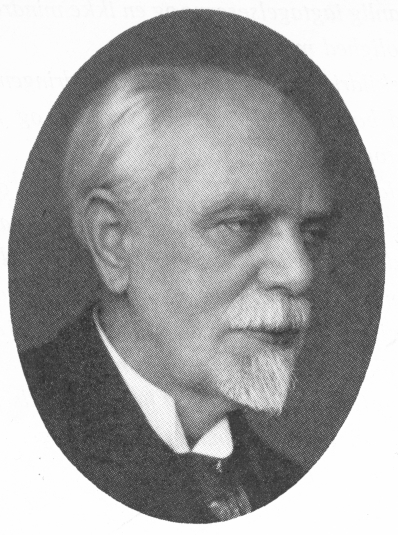
Christen C. Raunkiær, ca. 1930

Christen Christiansen Raunkiær (* 29. März 1860 in Ravnkærgård bei Lyne; † 11. März 1938 in Frederiksberg) war ein dänischer Botaniker. Er war von 1912 bis 1923 Professor für Botanik an der Universität Kopenhagen. Sein offizielles botanisches Autorenkürzel lautet „Raunk.“.

## Leben
Nach seinem Biologiestudium (beendet 1885) war Raunkiær von 1893 bis 1911 wissenschaftlicher Angestellter am Botanischen Garten und Botanischen Museum Kopenhagen.
Bekannt wurde Raunkiær durch die von ihm entwickelte Einteilung der Pflanzen nach Lebensformen. Diese basiert auf der Lage der Überdauerungsknospen in Bezug zur Bodenoberfläche. Es werden Therophyten, Kryptophyten, Hemikryptophyten, Chamaephyten und Phanerophyten unterschieden. Veröffentlicht wurde dieses bis heute in der Ökologie sehr oft verwendete Konzept bereits 1905, oft zitiert wird auch die englischsprachige Veröffentlichung von 1934.